# Karolina Ekholm
Karolina Ekholm, född 18 oktober 1964 i Täby, Stockholms län, är en svensk nationalekonom. Hon var en av fem vice riksbankschefer 2009–2014 och var 2014–2019 statssekreterare hos Magdalena Andersson vid Finansdepartementet. I februari 2022 tillträdde hon som ny riksgäldsdirektör och chef för riksgäldskontoret.

## Akademisk karriär
Ekholm studerade inledningsvis vid Uppsala universitet där hon blev filosofie kandidat 1988, och därefter vid Lunds universitet där hon blev filosofie licentiat 1993 och filosofie doktor 1995.
Ekholm var verksam vid Industriens Utredningsinstitut 1996 till 2000 innan hon återgick till akademin som forskare vid Handelshögskolan i Stockholm 2000 till 2006. Därefter hade hon anställning vid Stockholms universitet, där hon också förklarades behörig som docent 2001. Hennes forskning har framför allt fokuserat på globaliseringens effekter. Ekholm anställdes som professor vid Stockholms Universitet Nationalekonomiska institutionen den 1 april 2010 men var tjänstledig för uppdrag vid Riksbanken och regeringskansliet.

## Statliga uppdrag, myndighetschef
År 2009 utsågs Ekholm till vice riksbankschef. Hon påbörjade ett sexårigt förordnande 15 mars 2009. Hon lämnade uppdraget i förtid 2014, när hon erbjöds jobbet som statssekreterare till nytillträdde finansministern Magdalena Andersson.
Ekholm lämnade Finansdepartementet 2019, och återgick då till Stockholms universitet för sin forskning. Den 3 november 2021 utsågs hon till ny riksgäldsdirektör och chef för riksgäldskontoret. Hon är den första kvinnan som utsetts till uppdraget och tillträdde den 1 februari 2022.